# Buzara
Buzara là một chi bướm đêm thuộc họ Erebidae. Một số loài của chi trước đây được xếp vào chi Dysgonia.

## Các loài
- Buzara circumducta Warren, 1912
- Buzara chrysomela Walker, 1864 (đồng nghĩa: Buzara eurychrysa (Meyrick, 1889), Buzara gestroi Oberthuer, 1880)
- Buzara feneratrix (Guenée, 1852)
- Buzara forceps (Kobes, 1985)
- Buzara frontinus (Donovan, 1805)
- Buzara infractafinis (Lucas, 1894)
- Buzara lageos (Guenée, 1852)
- Buzara latizona (Butler, 1874)
- Buzara lua (Strand, 1816)
- Buzara luteipalpis (Walker)
- Buzara onelia (Guenée, 1852)
- Buzara propyrrha (Walker, 1858)
- Buzara roulera (Swinhoe, 1909)
- Buzara pseudoumbrosa
- Buzara saikehi
- Buzara umbrosa (Walker, 1865)